# خوارزمية رسم مستقيم

نقاط على الشبكة المتقطعة تشكل خطوطا مستقيمة بوصلها، المستقيم العلوي يبدو خشناً لأنه يتكون من قيمة واحدة للون نقاطه، بينما المستقيم السفلى يبدو ناعما لأنه يتكون من قيمتين لألوان نقاطه.

خوارزمية رسم مستقيم هي خوارزمية في الرسوميات الحاسوبية من أجل تقريب قطعة مستقيمة في الأوساط الجغرافية المتقطعة كالشاشات التي تحوي بكسلات أو الطابعات النقطية. بينما في الأوساط المستمرة مثل راسم الإشارة ليس هناك أي حاجة لخوارزمية من أجل رسم مستقيم بسبب استخدام ظواهر فيزيائية لعمل ذلك.

## خوارزمية بسيطة لرسم مستقيم
```
dx = x2 - x1
dy = y2 - y1

for
 x 
from
 x1 
to
 x2 {
	y = y1 + (dy) * (x - x1)/(dx)
	plot(x, y)
}
```

في الكود السابق يتم افتراض أن النقاط مرتبة بحيث أن {\displaystyle x_{2}>x_{1}}. تعمل هذه الخوارزمية بشكل جيد عندما يكون {\displaystyle dx>=dy} ولكنها بطيئة جداً على الحاسوب حيث أنها تتطلب عمليات على أرقام ذات فاصلة عائمة. أما إذا كان {\displaystyle dx<dy} فإن المستقيم يصبح خشناً جداً وفي حالة النهايات {\displaystyle dx=0} يتم رسم نقطة وحيدة.

## خوارزميات رسم المستقيمات
- خوارزمية بريزنهام
- خوارزمية شياولين وو Xiaolin Wu's line algorithm